# Бодаки (Украина)
Бода́ки (укр. Бодаки) — село в Вишневецкой поселковой общине Кременецкого района Тернопольской области Украины. Основано в 1482 году.
До 2020 года входило в Збаражский район.
Код КОАТУУ — 6122480701.

## Географическое положение
Село Бодаки находится на правом берегу реки Горынь, выше по течению на расстоянии в 0,5 км расположено село Старый Вишневец, ниже по течению на расстоянии в 2 км расположено село Снегуровка (Лановецкий район), на противоположном берегу — село Лозы. Через село проходит автомобильная дорога Т-2009.

## Население
Население по состоянию на 2019 год составляло 1092 человек.

### Языковой состав
Родной язык населения по данным переписи 2001 года:
| Язык       | Численность, чел. | Доля     |
| ---------- | ----------------- | -------- |
| Украинский | 1 129             | 98,34 %  |
| Русский    | 18                | 1,57 %   |
| Другое     | 1                 | 0,09 %   |
| Итого      | 1 148             | 100,00 % |

## Объекты социальной сферы
- Школа.
- Дом культуры.
- Фельдшерско-акушерский пункт.

## Достопримечательности
- Братская могила советских воинов.

## Археология
- Поселение трипольской культуры Бодаки[5]. Древнее поселение имело площадь около 1,5 га и было окружено с трёх сторон подковообразным в плане рвом клиновидного профиля. В Бодаках одновременно существовали глинобитные дома с подвалами и полуземлянки. Кремень в Бодаках добывался открытым способом на расположенном рядом месторождении. Исключительно большое число пластин и не утилизированных орудий не было необходимым для хозяйственных нужд жителей Бодаков и, видимо, большая их часть предназначалась для обмена. Керамика в Бодаках разделяется на два вида: столовую — расписную (75 %) и нерасписную — кухонную (25 %). На поселении найдены костяные штампы для нанесения орнамента на кухонную посуду, лощила из рёбер животных и мелких речных галек. Два глиняных пряслица являются свидетельством изготовления нитей для прядения[6].